# Domingos Nascimento dos Santos Filho
Domingos Nascimento dos Santos Filho, genannt Domingos, (* 12. Dezember 1985 in Nazaré das Farinhas) ist ein brasilianischer Fußballspieler.
Domingos begann seine Karriere beim FC Santos, mit dem er 2004 brasilianischer Meister wurde. 2005 wurde er an Grêmio Porto Alegre ausgeliehen. 2006 und 2007 gewann er mit dem FC Santos die Staatsmeisterschaft von São Paulo.

## Titel und Ehrungen
FC Santos
- Campeonato Brasileiro de Futebol (2004)
- Staatsmeisterschaft von São Paulo (2006, 2007)

Grêmio
- Série B (2005)